# Rezerwat przyrody Pics du Combeynot
Rezerwat przyrody Pics du Combeynot (fr. La réserve naturelle nationale des Pics du Combeynot) – narodowy rezerwat przyrody w grupie górskiej Écrins w Alpach Delfinackich we Francji. Powierzchnia 685 ha. 

## Położenie
Rezerwat obejmuje północno-zachodnie stoki masywu górskiego Pics de Combeynot od ok. 1820 aż po 3150 m n.p.m. Leży w granicach gmin Le Monêtier-les-Bains oraz Villar-d’Arêne w departamencie Hautes-Alpes w regionie Prowansja-Alpy-Lazurowe Wybrzeże, tuż ponad ruchliwą przełęczą Lautaret. Tereny rezerwatu leżą w strefie ochronnej Parku Narodowego Écrins i na południu oraz wschodzie przylegają wprost do terenów ochrony ścisłej tego parku.

## Historia
Rezerwat został powołany przez Ministerstwo ds. Kultury i Środowiska dekretem nr 74-540 z dnia 15 maja 1974 r. w celu ochrony cennych przyrodniczo terenów północno-zachodnich stoków masywu Pics de Combeynot z zachowaniem praw ludności miejscowej do tradycyjnego wykorzystania tych terenów (pasterstwo, zbiór ziół itp.). Jego teren przewidziany jest do racjonalnego wykorzystania dla narciarstwa pozatrasowego. Nadzór nad rezerwatem sprawuje Park Narodowy Écrins.

## Charakterystyka przyrodnicza
Rezerwat, obejmujący północne i północno-zachodnie stoki stosunkowo wysokiego masywu górskiego, wznoszącego się 1100 m ponad przełęczą Lautaret, posiada specyficzny mikroklimat: chłodny, wietrzny, obfitujący w opady deszczu, a zwłaszcza śniegu. Ponad 1300 metrów różnicy wzniesień sprzyja rozwojowi zróżnicowanych biocenoz.
W najniższych położeniach występują zarośla olszy zielonej i krzaczastych form wierzb. Na wypłaszczeniach u podnóży stromszych stoków oraz w rejonach źródlisk potoków występują podmokłe, często zatorfione łąki. Wyżej spotkamy zarośla różaneczników (Rhododendron ferrugineum) i lokalnie borówczyska z borówką czarną (Vaccinium myrtillus L.), przetykane rozległymi rumowiskami skalnymi i piargami. W najwyższych położeniach, we wklęsłych formach terenu (np. Combe du Laurichard), występują specyficzne lodowce lub pola firnowe, składające się z lodu lub firnu, wymieszanych z gruzem skalnym.
W tutejszej florze naliczono 12 gatunków roślin chronionych w skali kraju, wśród których są m.in. orlik alpejski (Aquilegia alpina L.) i lokalny gatunek pięciornika (Potentilla delphinensis). Poza tym rośnie tu piękny storczyk ciemnogłów wąskolistny (Gymnadenia nigra (L.) Rchb.f.).
Na terenie rezerwatu stwierdzono występowanie 84 gatunków kręgowców, z tego 1 gatunek płaza, 3 gatunki gadów, 70 gatunków ptaków (z czego 27 gniazdujących) i 11 gatunków ssaków. Spośród tych ostatnich należy wyróżnić koziorożca i kozicę.